# 고윤호
고윤호(高允鎬, 1978년 8월 26일 ~ )는 대한민국의 수영 선수이다. 애틀랜타에서 열린 1996년 하계 올림픽에서 4개의 경기에 출전했다.